# 可変戦闘機 (マクロスシリーズ)
可変戦闘機（かへんせんとうき、Variable Fighter(VF)、ヴァリアブル・ファイター）は、テレビアニメ『超時空要塞マクロス』を始めとするマクロスシリーズ作品に登場する架空の兵器。基本の戦闘機形態「ファイター」、そこから手足を展開した中間形態「ガウォーク」、人型ロボット形態「バトロイド」への3段変形機構を有する機動兵器群を指す。
初代量産機である「VF-1 バルキリー」にちなみ、「バルキリー」と作品の内外で総称されることが多いが、本項ではVF-1 バルキリーとの区別のために「可変戦闘機」を用いる。個別の機種については「型式番号+愛称」の形で表記する。

## 概要
乗り物が人型に変形する架空の「変形ロボット」の中でも、「マクロスシリーズ」の主役メカであるVFは「現実に存在しそうな戦闘機」が「合理的な変形機構」を持ち、「状況に応じて自在に形態を切り替える」というリアリティ（説得力）のあるコンセプトが支持されている。『機動戦士ガンダム』のモビルスーツ、『装甲騎兵ボトムズ』のアーマードトルーパー、『機動警察パトレイバー』のレイバーといったほかの代表的なリアルロボットと比較すると、陸上兵器よりも航空兵器的な性格が強いのも特徴である。
1970年代のスーパーロボット作品における合体・変形機構とは、おもに子供向け玩具商品のプレイバリューを高める工夫であり、その理由付けは特に必要とされていなかった。アニメ本編では毎回バンクシーンで変形シークエンスが描写されるものの、玩具商品で完全に再現できるほど整合性のあるデザインは少なかった。しかし、『超時空要塞マクロス』に登場したVF-1 バルキリーは、アメリカ海軍のF-14 トムキャットに酷似した現実的なデザインの戦闘機が一瞬で人型に変形するという斬新な表現で「子供向け」という常識を覆し、1980年代のロボットアニメにリアル変形ブームを起こした。また、戦闘シーンでは無数のミサイルが乱舞する中、激しく空間を飛び回る演出が「板野サーカス」という俗称で評判となった。
VF-1が3段変形する理由については、身長10メートルサイズの巨大宇宙人との接触・交戦を想定して戦闘機から巨大ロボットへ変形する兵器が考案され、その開発過程で中間形態（ガウォーク）が追加された、とSF科学的に設定されている。以降のVFシリーズでは人型（対巨人戦闘用）である必要は薄らいでいくが、3段変形とオプション装備を柔軟に使いこなすことで活用範囲が広がっている。作中では非可変の無人AI戦闘機に主力兵器の座を脅かされながらも、新技術を導入した後継機の開発が脈々と続けられている。

## デザイン

### メカニックデザイナー
メカニックデザイナーは「マクロスシリーズ」の中心人物でもある河森正治。1982年放送の『超時空要塞マクロス』に登場するVF-1から、2016年放送の『マクロスΔ』に登場する「VF-31 ジークフリード / カイロス」「Sv-262 ドラケンIII」に至るまで、ほとんどの機種を河森が手掛けている。
そのほかのデザイナーが参加することもあり、劇場版『超時空要塞マクロス 愛・おぼえていますか』における各種ディティールアップ、『マクロス7』に登場するバロータ軍VFはスタジオぬえの先輩宮武一貴によるものである。また、『超時空要塞マクロスII -LOVERS AGAIN-』は河森がノータッチのため、藤田一己、大畑晃一が行った。
『マクロスF』以降は河森が元となる機構を設計し、サテライトの池田幸雄が外観（スタイリング）のアレンジを施している（『マクロスΔ』でも同様）。また、イラストレーターの天神英貴も漫画版『超時空要塞マクロス THE FIRST』や小説版『マクロス・ザ・ライド』でスタイルアレンジを行っている。

### デザインポリシー
「マクロスシリーズ」はアイドル歌手の登場など現実世界とのリンクが特徴のひとつとされており、VFに関してもステルス機などの現実世界の航空機開発史を反映したようなバリエーションが展開されていく。デザインでは実在の航空機のフォルムをベースにロボットへの変形機構を考案する方式を採り、愛称（ペットネーム）も過去の名機から引用するなど、SFとミリタリーセンスの融合を図っている。詳細はモチーフとなった機体の節を参照。
河森はデザインの際にいくつかのルールを決めている。
- 航空機の形態から人型ロボット形態に矛盾なく完全変形すること。立体化（玩具）した際にも差し替えなしで変形する。
- 変形のためだけの関節はなるべく設けず、その関節は可動にも使用できるようにする。
- 飛行形態では空力を考慮し、ちゃんと飛べるデザインにする。
- 新型をデザインするときは変形機構を新しくすること。

河森は実際に変形する模型を自作して、変形に矛盾がないか検証する。VF-1など初期の機種ではバルサ材や紙、発泡スチロール、金属ヒンジなどを使っていた。しかし、金属ヒンジを使うと、実際に玩具化した際に再現できなかったり、ロックが効かなかったりした。1990年代の「VF-19 エクスカリバー」からはレゴブロックによる試作を行い、それを元にクリンナップを行うようになった。このため、一機種のデザインには短くても数か月、長いものになると数年がかりになるときもある。

## 派生種別
運用用途に応じてさまざまなバリエーション（派生種別）の機体が開発されている。統合軍の主力戦闘機として量産配備されたのは、VF-1や「VF-11 サンダーボルト」「VF-171 ナイトメアプラス」など、平均レベルの性能で操縦者の技量や使用環境を問わず、機体設計の自由度が高く汎用性に優れた多目的戦闘機である。
そのほか、大気圏外での活動に適した宇宙機、ステルス性を重視した特殊任務機、ハイ・ロー・ミックス構想に基づく低コストの軽戦闘機など目的別に特化した機体も開発されている。また、攻撃力を強化した「可変攻撃機（ヴァリアブル・アタッカー=VA）」や拠点攻略戦用の「可変爆撃機（ヴァリアブル・ボマー=VB）」といった派生種もある。ほかには実験機や試作機、個人用のカスタム機、民間用レース仕様機なども登場する。
VFシリーズのコンセプトは地球で生まれたが、地球人類とゼントラーディ人が共存する時代になると、相互の技術を取り入れたハイブリッド機が誕生することになる。さらに別の異星人勢力（バロータ軍）により改造されるなど、星間文明の交雑とともに一層バリエーションが拡がり、作品世界の中ではVF同士の戦闘が一般化している。
機体のサイズはファイター形態で実在の戦闘機と同様か小さいくらい（全長12メートルから22メートル）で、バトロイド形態でおよそ全高12メートルから15メートルほどに設定されている。局地戦用の可変爆撃機（VB）の中には、全長30メートルを超える設定のものもある。

### 名称
アメリカ軍用機の命名法をモチーフにして、各機体には型式名と愛称（ペットネーム）が付けられている。表記は任務記号/-（ハイフン）/設計番号/シリーズ記号/ペットネームの順となる。
任務記号
任務の種別をあらわす英字。統合軍の記号ではVFは可変戦闘機 (Variable Fighter) 、VA は可変攻撃機 (Variable Attacker) 、VBは可変爆撃機 (Variable Bomber) 、VTは可変練習機（Variable Trainer）、VEは可変早期警戒機（Variable Elint）、VF-Xは実験機 (Variable Fighter eXperiment) 、YFは試作可変戦闘機をあらわす。
なお、『マクロス VF-X2』などのゲーム作品ではVF-Xは統合軍の可変戦闘機特務部隊を示す。
設計番号
何番目のモデルかをあらわす数字。統合軍製VFでは2008年から2060年の間にVF-0からVF-31までナンバーが進んでいるが、欠番や記述設定のみという機体もある。VF-3000やVF-5000に付けられた四桁の数字は、軍事メーカー内で開発セクションが異なるというイメージ。
また、反統合軍勢力では設計番号で呼称されておりナンバリングもSv-XXで呼ばれている。
シリーズ記号
仕様や生産区分をあらわす英字。機体ごとに差異はあるが、おおむねA・B・C型が量産機、S型が指揮官機、D・T型が複座練習機といったパターンがある。
ペットネーム
制式採用機に付ける公式の愛称。「マクロスシリーズ」ではVF-1の愛称「バルキリー」が有名だが、機体によっては設定のないものや後付けで決まったものもある。
（例）VF-1Sバルキリーは「可変戦闘機1番目のモデルの指揮官用タイプ、愛称はバルキリー」となる。
また、作中では一般的な通称も用いている。『マクロス7』の主人公「熱気バサラ」が乗る機体の正式名称は「VF-19改 エクスカリバー・熱気バサラスペシャル」だが、劇中、脚本上ではもっぱら「ファイアーバルキリー」と呼ばれる。また、機種を特定せず、VFならば単純に「バルキリー」と呼ぶケースも多い。

## 変形機構
ファイター、ガウォーク、バトロイドの三形態を状況に応じて選択し、数秒以内に高速変形することが可能である。航空機と人型ロボットの利点を兼ね備えており、陸戦兵器であるデストロイドシリーズと比べて地上から空中（宇宙）まで極めて広い活動領域を備えている。
以下はVF-1を例として、ファイターからバトロイドに至る変形方法を述べる。
1. ファイター形態からエンジンブロックが下垂し、膝部分で折れて逆関節の脚部となる。ベクターノズルが前後に開いてそれぞれ爪先と踵になる。
2. 垂直尾翼が内側に倒れてたたまれ、さらにその基部である補助エンジンユニット全体が前方に180度裏返りたたまれる。
3. 両脚の内側にたたまれていた腕が、脚部の下垂により障害物のなくなった機体側面へと移動、展開され、ガウォーク形態になる。
4. 補助エンジンユニットが背面前方にたたまれ障害物がなくなったことで、可変後退翼である主翼が飛行用の最後退角をさらに越えて後退、互いの後縁が密着する形でたたまれる。
5. 胴体が前後に屈折し、胸部と背部を形成。機首を覆ってコクピットを保護する。
6. 腹面側にあったモニターブロック兼レーザー銃座が中央の開口部から背面に回り込み露出、頭部となる。
7. 逆に屈曲していた膝が伸び、バトロイド形態になる。

以降のVFシリーズはこれを基本としつつも、機体ごとにパーツの配置や変形パターン、変形用アクチュエーターなどに改良を加え、所要時間の短縮や変形限界速度の向上などを図っている。
VAの場合はファイター形態を「アタッカー形態」、VB-6はファイター形態を「シャトル形態」、バトロイド形態を「デストロイド」と呼ぶなど、機種によって呼称が異なる場合がある。また、YF-21のリミッター解除やVA-1SSのガンドロイドなど第4の形態を持つ機種もある。

## 動力
航空用ターボファンエンジンの発展形、熱核反応タービンエンジン（原子力エンジンの一種）を通常2基搭載する。核融合の熱エネルギーで吸入した外気を加速噴射することで強大な推力を発生し、大気圏内ではほぼ無制限の航続距離を得ると共に、外気の代わりに水素などのプロペラントを燃焼、加速噴射することで宇宙空間でも活動が可能となっている。ただし、宇宙ではプロペラント容量により活動時間が制限されるため、スーパーパックなどの増加装備が使用される。ほとんどの機体ではバトロイド/ガウォーク形態時の脚部ブロックにエンジンを内蔵しており、排気ノズルは足部可動機構を兼ねた推力偏向ノズルとなっているため、変形機構と併せて推力ベクトルを大きく偏向させることで、V/STOLや従来の概念を超えた空戦機動が可能となっている。
さらにタービンにより発電された電力でレーザー機銃や変形機構などのモーターを駆動する。たとえば、VF-1の機体質量とエンジン推力の比（出力荷重比）は、同時代のデストロイドで最も高出力の反応炉を持つスパルタンの4倍にあたる。このためバトロイド形態でも運動性能は高く、その余剰推力により空中移動や発電を介して、装甲の分子強度を向上させるエネルギー変換装甲の稼働を可能としている。AVFに搭載された次世代型エンジンでは、ブースターなしでの大気圏単独突破が可能になり、バトロイド形態では余剰出力でピンポイントバリアを展開できる。
「マクロスシリーズ」の宇宙艦艇などには重力制御装置が装備されているが、出力は装置のサイズに比例する。VFのような小型兵器では効率が悪いため補助的な利用に限られ、依然として航空力学的設計（翼による揚力の獲得）が重視されている。多くの機体は形態変形機構を兼ねた可変翼を採用している。

## 武装
レーザー機関砲（レーザー機銃、ビーム機銃とも）
バトロイド時の頭部モニターユニットに搭載され、砲門数は型式により異なる。ファイター、ガウォーク形態時にも対空機銃、または対地銃撃用として使われ、モニターユニットそのものが砲塔として旋回、俯仰し、進行方向と異なる標的を狙うことも可能。「VF-5000 スターミラージュ」以降の機体では、ドッグファイトで背後についた敵機を狙えるよう機体背面斜め後方向きに配置している。
ガンポッド
口径30 - 55ミリ、多銃身（3〜6連）のガトリング砲をフェアリングで包んだ大型携帯銃器。ガウォーク、バトロイド形態では通常右手で保持される。弾丸はフェアリング内に弾帯を装填する方式だったが、のちにマガジン交換式に変更され、予備マガジンの携帯により継戦力の向上が図られた。バトロイド形態での格闘戦では格闘用の打撃武器として使用したり、先端部に銃剣がついたものも存在する。
ビームガンポッド
2050年代以降の機種では、エンジン出力の飛躍的な向上によって粒子ビーム砲仕様のガンポッドが標準装備となりつつある。
ガンポッドや頭部レーザー砲は自動照準で複数目標を同時射撃できるため、ミサイルを迎撃する防衛行動にも有用である。
アサルトナイフ
「VF-25 メサイア」や「VF-27 ルシファー」などの「YF-24 エボリューション」系列で採用された格闘戦用の刀剣。VF-11Bなどのガンポッドにポップアップ式の銃剣を追加する例はあるが、こうした純粋な格闘武器が登場するのは2050年代前後と比較的遅い。多くの場合シールド内に収納され、人間のファイティングナイフをスケールアップした手持ちタイプや、VF-27のようにシールド先端から直接刀身を伸ばして使用するタイプに大別される。刀身は高強度の超合金で形成され、ピンポイント・バリアを纏わせることで高い切断力を発揮する。
ミサイル
中射程の対空・対地ミサイルや短射程のマイクロミサイルなど。2040年代には機動性を高めたハイマニューバ・ミサイルが登場する。
反応弾
艦隊・拠点攻略兵器。第一次星間大戦において多大な戦果を挙げたが、戦後は人道的見地から銀河条約で使用が制限され、地球にある新統合軍総司令部の許可なしには使用できないことになっている。
ディメンション・イーター
反応弾をも無効化する宇宙生命体バジュラ に対抗するために、2059年から実戦に投入された新兵器。標的に命中し、起爆の際に威力圏内の物質を強制フォールドさせる特性を持つ。小型化したマイクロ・ディメンション・イーター(MDE)はマイクロミサイルの弾頭に使用されたり、マイクロブラックホールをビーム状に発射するビーム兵器に使用され、対バジュラに戦果を上げた。生産にはフォールド・クォーツが必要なため、大量生産は難しい。
これらは機体下面や主翼のハードポイントに搭載され、変形形態により使用が制限されないよう考慮されている。一時期の機種ではステルス性を重視し、武装の機体内蔵化が進められた（このため機体も次第に大型化している）が、アクティブ・ステルスの発展により、この傾向は緩和されつつある。基本形態が戦闘機という制約上、総合火力ではデストロイドに見劣りするが、選択・着脱可能なオプション装備でハンディを補っている。

### 防御兵装
SWAG エネルギー転換装甲
電気エネルギーを流し、装甲の分子結合を強化させることにより防御力を向上させる。マクロス由来のオーバーテクノロジーを応用している。VF-0 フェニックスを始めとする2000年代の機体はエンジン出力の都合上、バトロイド形態でしか稼働できなかったが、出力が向上した2050年代のYF-24系列機などは、全形態で稼働可能となっている。『マクロス ゼロ』では「SWAG」をそのまま「エスダブリュエージー」と呼んでいる。『マクロス・ザ・ライド』のスペック表では「SWGA」と表記している。
アクティブ・ステルス
機体形状によらずレーダーを欺瞞する電子戦装備。消費電力が大きいため、常にフル稼働させられるわけではない。『マクロス ゼロ』のSV-51やVF-0の時点で存在した技術だが、レーダー技術・ステルス技術の双方が発展しているため、いたちごっこが続いており『マクロスプラス』のYF-19、YF-21では第三世代型アクティブ・ステルスが搭載されている。
ピンポイント・バリア
OTMの一つで「PPB」と略される。範囲は非常に狭いが、エネルギー転換装甲を上回る高い防御力を得る。当初は艦艇にしか搭載できなかったが、2040年にはAVF計画のYF-19・YF-21を発端にVFにも搭載されるようになる。消費エネルギーの大きさから使用時間には制限があり、常時展開できるわけではない。また、拳や近接武器に纏わせることで攻撃に転用することも可能である。VFの中でトップクラスのエンジン出力を持つVF-27と「YF-29 デュランダル」では、ファイター形態時にエネルギー転換装甲と同時使用することで、短時間だけ通常時の耐熱限界速度（マッハ5程度）を超えるマッハ10近い速度まで加速することができる。
チャフ / フレア / スモーク
精密誘導兵器の欺瞞、敵の視界攪乱を目的とするソフトキル。現用機のそれと基本的に同じ機能である。
シールド
VF-11で初めて標準装備された防御装備。ファイター形態時は装甲の一部だが、バトロイド形態では左腕に装備され、エネルギー転換装甲が起動し攻撃を防ぐことができる。AVF以降ではピンポイントバリアを表面に展開することで防御力を向上させることも可能になっている。VF-31の場合は前腕部となる内翼下面の装甲板がシールドとなり、Sv-262の場合は左前腕に位置する短尾翼が2枚に開いてシールドを形成する。
対光学兵器用気化装甲
VF-19、VF-25、VF-171に使用されている特殊装甲。機体の装甲表面に特殊な塗料が塗布されており、レーザーなどの光学兵器によるダメージを抑える。皮膜が気化することでエネルギーを減衰させるため、同じ箇所に連続して照射されると、効果が失われる。

### 追加装備（オプションパック）
大気圏外における航続距離の延長、装甲・武装の強化、偵察能力の付与など任務に応じた追加装備も用意されている。背部、腕部、脚部など複数のパーツを装備するため、まとめて～パックと呼ばれる。
スーパーパック（ファストパック）
大型ブースターと増槽、ミサイルランチャーなどの武装を統合した追加装備で、機動性・運動性・航続距離・攻撃力などを総合的に向上させる。追加装備としては最もポピュラーで、機種に応じてさまざまな形態の装備が開発されている。初期のVF-1用のものは大気圏外用とされていたが、機種によっては大気圏内用、大気圏内外兼用などのバリエーションもある。VF-1においてはブースター+ミサイルランチャーユニットは機体背面に2基取り付けられる。増槽は両脚エンジンナセル側面に取り付けられ、ミサイルランチャーを兼ねる場合もある。訓練機のVT-1用のものは増槽の大きな非武装タイプとなっている。
劇中および設定資料では「スーパーパック」と呼ばれるが、「ファストパック」を正式名称とする資料もある。FAST Packとは現用戦闘機F-15 イーグルのコンフォーマル式燃料タンク（Confomal Fuel Tank）の別名で、FASTとは『燃料、および戦術センサー』を意味する英語 「" Fuel And Sensor Tactical "」 の略。従来型航空機の燃料を、宇宙空間で必要となる推進剤（プロペラント / propellant ）に置き換えた上で引用している。
アーマードパック
全身を多数のミサイルポッドを内蔵した装甲で覆うことで、装甲と火力を強化した追加装備。重量増加による運動性の低下を抑えるために、補助バーニアも増設される。VF-1用は陸戦兵器として紹介されることもあるが、宇宙空間でも使用される。バトロイド形態専用の装備で、ほかの形態に変形するには装備を排除する必要がある。ただし、VF-25用やVF-171EX用の装備ではこの点が改善され、装備したままでの自在な変形が可能になった。
イージスパック
背部レドーム、底部（バトロイド時は左腕シールド裏）スタビライザーフィンで構成される電子戦装備。索敵活動やミサイルなどの攻撃兵器を誘導可能である。
フォールドブースター
超空間を移動するフォールドシステムの小型版。開発された当初は性能が片道20光年分しか保証されていなかったが、2059年（マクロスFの時代）になると技術も成熟され往復使用可能になっているほか、フォールド断層への問題を解消したスーパーフォールドブースターが開発されている。
このほか、機種ごとの専用装備として2連装ビーム砲を装備したVF-1S用の装備「ストライクパック」、YF-25用の騎士型装備「パラディンパック」、VF-25用の大気圏内用装備「トルネードパック」などが存在する。アーマードパックを装備したVF-1は「アーマードバルキリー」、スーパーパックを装備したVF-11は「スーパーサンダーボルト」、トルネードパックを装備したVF-25は「トルネードメサイア」という風に呼称される。

### サウンド関連装備
ゼントラーディとの戦いでリン・ミンメイの歌が戦争終結に貢献したことから、 真空の宇宙空間で歌を伝えるための装備も開発されている。ガジェット・M・千葉のサウンドエナジー理論に基づきマクロス7船団のFire Bomber（サウンドフォース）などが使用している。
ランチャーポッド
スピーカーを内蔵した弾丸（スピーカー・ポッド）を発射し、命中した対象に歌を聴かせる特殊ガンポッド。VF-19改（ファイアーバルキリー）などが装備している。さらに大型の対艦用のガンポッドΓという装備もある。
サウンドブースター
物理的な破壊力は皆無であるが、敵兵の戦意喪失や洗脳の解除など精神に対する効果により「戦わずして勝つ」ことを目的にする。『マクロス7』ではサウンドフォースならびにジャミングバーズが装備し、搭乗者の歌エネルギーを増幅・具現化して放出する。追加ブースター付きなので、スーパーパックの機能も併せ持つ。装着する機体の近くまで自律航行も可能。
時空共振スピーカーユニット
『マクロス ダイナマイト7』に登場。惑星ゾラの銀河パトロール隊に配備されたVF-5000やVF-19Pに搭載された。
フォールドスピーカー
主翼パイロンに装備されるスピーカーユニット。音声をフォールド波に変換し到達距離を延長させる。『マクロスF』ではガリア4での暴動鎮圧とミニコンサートのためにVF-25G（ミハエル・ブラン機）が装備する。

## 開発と運用
VFは地球統合軍の主力兵器、あるいは異星人の謎の兵器としてさまざまなバリエーションの機体が存在する。偶然の発見や見込み違い、現場（実戦）の要請や政治的背景など、幾多の要因により独自の進化系統を成している。
（注）以下の記事中の西暦年数は作品中における架空の表記である。

### 誕生期（西暦2001年 - 2008年）
1999年、地球に墜落した異星人の戦艦（後のSDF-1マクロス）から得られたオーバー・テクノロジーにより、巨大異星人との格闘戦用巨大歩行兵器の研究が始まった。ロボット研究で実績のある陸軍は、陸戦機動兵器を開発の基礎においた重装型のデストロイド開発を提案。これに対し、海軍・空軍・海兵隊は航空機とロボットを融合させた、機動性・展開力に優れる全領域可変戦闘システムという大胆な計画提案で対抗した。ただし、初期の発想はあくまで「飛行形態を採れるロボット兵器」であり、飛行能力は移動手段という副次的なものであった。航空用エンジンの大出力を活かした格闘能力が期待され、オプションのアーマードパックの開発も検討された。
基礎研究は2001年2月に始動したが、初の量産機VF-1バルキリーがロールアウトしたのは2008年11月だった。実用化の難航と共に、開発コンセプトも予想されたロボット兵器とは違うものへ変化した。まず、異星人墜落艦の調査で高機動兵器が発見されたため、対抗して高度な空戦能力が必要と判断された。主に大気圏内での空力的要求から、現用戦闘機に近いファイター形態が生まれ、当初のロボット（バトロイド）中心から空陸両用思想へ転じた。さらに、開発上最も重要な転換点はガウォーク形態の「発見」であった。VF-1の試作機 VF-X1 の試験飛行中、ファイター形態から両手足を伸ばした変形の途中段階が、低空低速ホバリング時に極めて有用であることが判明。操縦安定性に優れ、空陸の戦場を立体的に移動できるガウォークは独立した運用形態として採用された。これらの結果、VFシリーズは三つの形態を持つ多用途機動兵器として成功することになる。
運用に関しては、異星人勢力の太陽系侵攻を阻止する迎撃戦闘がシミュレートされていた。現代戦の「制空権の確保→地上制圧」という展開に沿い、
1. ファイターモードで敵航空兵力を退け制空権を確保。敵地上侵攻部隊へ上空から対地攻撃を行う。
2. ガウォークモードに変形し、低空ホバリング飛行でより密な掃討を行う。
3. バトロイドモードで着地し、接近戦にて制圧（ただし格闘戦(殴り合い)はやむを得ない場合の最終手段）。巨人族兵士の拘束や交渉も行う。

また、宇宙艦隊戦においてはバトロイド形態で敵戦艦内に強行突入し、抵抗を排除しつつ司令室を占拠するという海兵隊的な特殊作戦も計画されていた。敵軍と同等の大型戦艦（ただしゼントラーディ側基準では 1,200メートル級は「小～中型艦級」あつかい ）がマクロス1隻のみという状況から、VF部隊による白兵戦術も有効とみなされた。
地球を一つの政体に統一する統合戦争の末期には統合軍はVF-0を、反統合同盟はSV-51を実戦投入した。反応エンジンの搭載が間に合わず両者ともにジェットエンジンを搭載した試作機ではあるが、従来のジェット戦闘機を上回る機動性を発揮し、十分に実戦可能な兵器として完成する。

### 第一次星間大戦（西暦2009年 - 2010年）
ゼントラーディ軍との戦闘（第一次星間大戦）が始まると地上戦を交える局面はほとんどなく、圧倒的な艦隊規模の差に白兵戦も無意味であった。VF-1部隊はおもにマクロス艦直掩機として活躍し、最終決戦の「ミンメイ・アタック」では反応弾を抱え戦闘攻撃機としても出撃した。本来、これらは無人戦闘機ゴーストや宇宙戦闘機ランサーIIの任務であったが、VF-1は期待以上の汎用性を発揮し、宇宙用追加装備（スーパーパック）も性能向上に大きく貢献した。また、パイロットたちの創意工夫で変形を駆使した空中戦技が編み出され、ロイ・フォッカーやマクシミリアン・ジーナスらエースパイロットは空中戦でもバトロイド形態が有効であることを証明した。VFシリーズはマルチロール機として総合性能評価でデストロイドシリーズを凌駕し、戦後も統合軍の主力兵器として更に開発が進められることになった。

### 宇宙移民時代（西暦2011年 - 2040年）
戦後の2010年代から2020年代にかけては宇宙移民船団の護衛や移民星系の治安維持が主任務となった。この時代は名機VF-1の機体設計をベースにさまざまな「亜種」が生まれた。使用環境に応じて宇宙用、大気圏内用、ローコストの機体などを使い分ける専用機思想が主流となり、技術面では変形システムの見直し、機体の大型化、ステルス技術の導入などが行われた。地球再生計画が一段落して余裕が生まれてくると新たなVFの可能性を模索する「アドバンスド・バルキリー計画」により「VA」「VB」などの新しいカテゴリーの可変機が生まれてくるようになる。また、開発メーカーの統合再編が進んだ結果、新星インダストリー社とゼネラル・ギャラクシー社が2大メーカーとなり、ゼントラーディ技術の融合も積極的に行われた。
その後、移民星系の拡大と共に紛争や内乱が続発し、広域治安維持活動のため使いまわしやすい万能機の価値が見直されるようになった。2030年、新統合軍はVF-1の正統な後継機VF-11を次期主力機として採用。VF-11は新たなスタンダードとなり、それ以前の旧型機は退役や配置転換などの世代交代を強いられた。

### AVF（西暦2041年 - 2050年）
移民惑星間の政治関係やテロリスト組織の活発化など、複雑化した治安問題に通常部隊では対処できないケースが増えたため、精鋭部隊を編成し、敵拠点をピンポイントで攻略する特務作戦が重要になった。新統合軍は最適な機体を求め、2034年からVF-11をはるかに凌駕する次期主力可変戦闘機（Advanced Variable Fighter : AVF)の開発計画に着手した。過酷な任務に就くため、AVFには以下のような基本性能が要求された。
- 有事において迅速に出撃できるよう、ブースター装備なしでも大気圏内外を連続長距離飛行できる。
- 敵警戒圏に縦深侵入するため、単独でのフォールド能力と高度な隠密性（ステルス性）を備える。
- 防空網を突破するため大気圏内での高度な空戦能力を必要とする。
- 施設内での鎮圧行動のため、バトロイド形態での格闘戦闘力と防御力を強化する。

これらの実現のため、新開発の熱核バーストタービンエンジン、フォールドブースター、第三世代型アクティブ・ステルス、空力制御装置、AI操縦サポートシステム（BDIシステム）、ピンポイント・バリアなどの最新技術が意欲的に投入された。
2039年から惑星エデンのニューエドワーズ基地で行われた競争試作プロジェクト、通称「スーパーノヴァ計画」では、新星インダストリー社のYF-19 とゼネラル・ギャラクシー社のYF-21が制式採用をかけて優劣を競った。一時は無人戦闘機「ゴーストX-9」の開発により有人戦闘機不要論が強まる時もあったが、2040年の「シャロン・アップル事件」で人工知能の脆弱性が露呈し、無人戦闘機採用は一時凍結、両機共に制式採用されることとなった。YF-19はVF-19として特殊任務用から一般兵用の量産機までバリエーションを展開し、YF-21は不安定な脳波コントロールから通常のコクピットに変更され、特殊任務機VF-22Sとして精鋭部隊に配備された。
これらAVFは2045年のバロータ戦役、2047年のミルキードールズ誘拐事件、2050年のラクテンス蜂起といった移民船団や移民惑星での紛争時に活躍した。

### 「YF-24ファミリー」の展開（西暦2051年 - ）
高性能のVF-19とVF-22は共に制式採用されたものの、主力機としての大量配備は見送られ少数生産に止まった。理由は機体価格と維持費が高価であったことと、一般のパイロットには操縦難度が高く、高機動時に発生するG負荷に肉体が耐えられなかったためである。操縦性に関してはAIや脳波コントロールによるサポートがAVFの時点で行われてきたが、肉体の限界は当時どうにもならない問題として有人戦闘機の性能向上に重く圧し掛かった。そんな中、X-9の諸問題をクリアしたゴーストAIF-7Sが実用化され、大抵の任務がゴーストで済むようになった。その結果、AVF以前の機体の中で最も高性能であったVF-17を改良し、高い操縦性と汎用性を備えたVF-171が新統合軍の主力機となった。
銀河系各方面に散らばった移民船団では、それぞれの環境や目的によりVFに求める性能の違いが存在する。2050年代には汎用性を持たせた原型機のデータを基に、各移民船団が独自に系列機を改設計・生産するという潮流が生まれる。一度は開発が中止されたYF-24の設計をベースに、マクロス・フロンティア船団ではVF-25、マクロス・ギャラクシー船団ではVF-27が実戦配備され、2059年のバジュラ戦役で活躍することになる。この戦闘ではバジュラのジャミング攻撃でゴーストが無力化され、有人戦闘機の必要性が再認された。また、この時代には練度の低い新統合軍ではなく、S.M.Sやケイオスといった民間企業の軍事部門に最新鋭機が外部委託されるようになっていく。
YF-24とその系列機（YF-24ファミリー）には、以下のような新技術が導入された。
- 高G機動時の慣性を一時的に緩衝するISC（Inertia Store Converter：通称「慣性バッファ」）。
- 高出力のステージII熱核タービンエンジン。
- 操縦支援インターフェイスおよび飛行パワードスーツとなるEX-ギアシステム。
  - インプラント（サイボーグ化）技術と融合した、完全な脳波コントロール操縦 (VF-27) 。
- 希少な高純度のフォールドクォーツを搭載（YF-29、YF-30、VF-31）。
- 用途選択式のマルチパーパスコンテナユニット（YF-30、VF-31）。

### 『超時空要塞マクロスII』に繋がる設定における開発史
2054年、地球人類はログェス基幹艦隊の自動兵器工廠衛星をほぼ無傷で入手したことで、新たな軍事技術を入手する。これによりVFシリーズは従来の3倍もの出力を実現することになる。これによって生まれた次世代のVF-2シリーズは2091年のマルドゥーク軍との戦闘に投入される。

## 機種一覧
本節では、各作品に登場する機体をカテゴリーごとに分けて紹介する。各機種の詳細はリンクを参照。

### 反統合同盟軍
統合軍に反発しロシアを中心として2001年に組織された反統合同盟の機体。スホーイ設計局、イスラエル・エアクラフト・インダストリー、ドルニエなどが開発・製造に協力している。統合軍よりも先にVFの実用化に成功しているが、統合戦争に敗れ2008年12月には統合軍に編入された。その後、開発者は主にゼネラル・ギャラクシー社で開発を継続する。
SV-51
『マクロス ゼロ』に登場。VF-0より先に実戦投入された史上初のVF。反応エンジンの開発が間に合わず、通常のジェットエンジンを搭載している。
（開発：スホーイ/イスラエル航空工廠/ドルニエ 生産：2008年-2030年代 型式：α、γ）
SV-52
SV-51の後継機で熱核タービンエンジンを搭載している機体。第一次星間大戦にて実戦投入されたが、ほとんどが失われたとされている。『マクロス・ザ・ライド』には2050年代の技術でレストアされた「SV-52γ オリョール」が登場する。
（開発：スホーイ/イスラエル航空工廠/ドルニエ）

### 地球統合軍・新統合軍
2001年に成立した地球統合軍および、それを再編した新統合軍の機体。統合軍の主力兵器であり、最も種類が多い。ストンウェル、ベルコム、新中州重工、新星インダストリー、ゼネラル・ギャラクシー、L.A.I、タチカホフなど多数の企業が開発に参加している。

#### 試作可変戦闘機
可変戦闘機の試作機・実験機をここでは紹介する。中には試作のみに終わったもの、ペーパープランのみの機体もある。
VF-X1
『超時空要塞マクロス』第33話に登場。F-14の流れを汲む可変後退翼が特徴の試作機。熱核タービンエンジンを搭載するが、変形はガウォーク形態までで腕部は付いていない。後にVF-1 バルキリーとして制式採用される。
海外版「ロボテック」のWildstorm社版コミックのオリジナルストーリーでは、非武装での飛行試験中に反統合軍機に遭遇し、接近した敵機の翼を腕で払って撃墜する。
（開発：ストンウェル/ベルコム/新中州重工/センチネル、試作開始：2006年）
VF-X-2
VF-1の対抗機種。OTMを意欲的に取り入れていたものの、そのため開発が遅れ、ボドル基幹艦隊の軌道爆撃によって地球が全滅したため開発は中止された。別の資料によるとVF-2とされており、2003年頃から開発が開始されたが、2008年頃には試作段階で開発は中止されている。
（開発：2003年 - 2008年）
VF-X-3 スター・クルセイダー (Star Crusader)
2005年頃からVF-4の競作機として開発が開始されたが、2010年のボドルザー艦隊の爆撃によって生産システムが壊滅した。別の資料ではVF-3とされている。『超時空要塞マクロス リメンバー・ミー』では統合軍の要請でマクロス艦内で試作された完全宇宙戦闘用要撃機。試作段階で開発は中断された。別名メデューサ。
（開発：2003年 - 2010年）
VF-X-4
『超時空要塞マクロス』の最終話にて模型が登場。VF-1の次世代機としてVF-X-3と同時期に開発された三胴型の機体。のちに改良を加え「VF-4 ライトニングIII」として制式採用される。
VF-X-7 ゴーストバルキリー (Ghost Valkyrie)
無人機ゴーストをベースに設計された試作可変機。細長いボディを持つ。「アドバンスド・バルキリー」の機体。
VF-X-10
VF-9の原形になったと言われる前進翼の試作機。ファイター形態の画稿しか発表されていないため非可変の機体という説もある。「アドバンスド・バルキリー」の機体。
（開発：ストンウェル/ベルコム）
VF-X-11
ブレインデッドウィングアンドボディの試作機。「アドバンスド・バルキリー」の機体。のちにVFX-11へ発展し「VF-11 サンダーボルト」として制式採用される。
YF-14
非公式本の『VFマスターファイル VF-19エクスカリバー 聖剣の軌跡』に型番のみ登場する「VF-14 バンパイア」の試作型。
（開発：ゼネラル・ギャラクシー）
YF-19
『マクロスプラス』に登場。新星インダストリーがスーパー・ノヴァ計画で開発した試作機。前進翼が特徴で高い機動性を持つが、操縦が難しいとされる。シャロン・アップル事件後も試作機が作られ、「VF-19 エクスカリバー」として制式化された。
（開発：新星インダストリー　開発開始：2034年）
YF-21 シュトゥルムフォーゲル (Sturmvögel)
『マクロスプラス』に登場。ゼネラル・ギャラクシー社がスーパー・ノヴァ計画で開発した試作機。ゼントラーディ系の技術を積極的に取り込み、BDI（頭脳直結インターフェース）操縦システムや可塑性マテリアルなどの画期的なシステムが盛り込まれている。のちに「VF-22 シュトゥルムフォーゲルII」として制式採用される。
（開発：ゼネラル・ギャラクシー　開発開始：2034年）
YF-24 エボリューション (Evolution)
『マクロスF』第15話で二面図のみ登場。新星インダストリーとゼネラル・ギャラクシーが共同開発した試作機。慣性蓄積コンバータ（ISC）を搭載し、より高い機動性を実現する。主翼は前縁にドッグトゥースを持ち、後縁はW状に屈曲したデルタ翼。移民船団はこの機体データを元にVF-25・VF-27・YF-29を開発する。
（開発：新星インダストリー/ゼネラル・ギャラクシー　開発計画開始：2040年）
YF-25 プロフェシー (Prophecy)
YF-24を元にマクロス・フロンティア船団で開発された試作機。EXギアと言う操縦システムを兼ねる耐Gスーツが特徴。コクピットは複座。頭部左側面に小口径レーザーガン、右側面に通信アンテナを装備し、カメラアイは複合センサーを大型のバイザーが覆う形になっている。後にVF-25 メサイアとして制式採用される。初出はプラモデル。
（開発：新星インダストリー/L.A.I）
YF-26
非公式設定本の『VFマスターファイル VF-25メサイア 新たなる救世主』の「VF-25 メサイア開発史」に型式番号のみ登場する。2053年に新統合政府から与えられたYF-24の技術情報を元にマクロス・オリンピア船団で開発が開始された。しかし、オリンピア船団はフロンティア船団とYF-25を共同開発することを発表し、開発は中止された。
YF-27 シャヘル (Shaher)
小説『マクロスF フロンティア・メモリーズ』『マクロス・ザ・ライド』に登場。YF-24を元にマクロス・ギャラクシー船団で開発された試作機。サイボーグ兵士と接続することで思考による直接操縦が可能。のちに「VF-27 ルシファー」として完成する。
（開発：マクロス・ギャラクシー可変戦闘機開発工廠「ガルド・ワークス」）
YF-29 デュランダル (Durandal)
『劇場版 マクロスF 恋離飛翼 〜サヨナラノツバサ〜』に登場。新星インダストリーとL.A.I社がフロンティア船団で開発した超可変戦闘機。前進翼で4発のエンジンを搭載する。機体の設計はYF-24の流れを汲み、VF-25とは姉妹機にあたるが、フォールド・ウェーブシステムを搭載し、より高性能となっている。
『マクロス30 銀河を繋ぐ歌声』では地球本国生産仕様のYF-29B パーツィバルが登場。
（開発：新星インダストリー、L.A.I　完成：2059年）
YF-30 クロノス (Chronos)
『マクロス30 銀河を繋ぐ歌声』に登場。S.M.S惑星ウロボロス支社が開発した最新鋭機。フォールド断層を突破できる能力を持ち、作戦によって換装可能なコンテナウェポンユニットを持つ。YF-29のフォールド・ウェーブシステムの発展型のフォールド・ディメンショナル・レゾナンスシステムを搭載する。
（開発：新星インダストリー、L.A.I、S.M.S惑星ウロボロス支社　完成：2060年）

#### 可変戦闘機
可変戦闘機(Variable Fighter : VF)をここでは紹介する。試作機が統合軍の承認を受けるとVF-**の型番が与えられ制式採用される。
VF-0 フェニックス (Phoenix)
『マクロス ゼロ』に登場。ターボファンジェットエンジンを搭載する、VF-1の試作型を実戦仕様とした先行量産型。一時は公式記録から消された幻の機体。
（開発：ノースロップ・グラマン/ストンウェル/新星 計画開始：2002年　1号機完成：2004年 型式：A、B、C、D、S）
VF-1 バルキリー (Valkyrie)
『超時空要塞マクロス』をはじめ、ほとんどのシリーズ作品に登場。初代主力機。優れた汎用機として、VFシリーズの代名詞的存在となる。宇宙空間では航続距離が短いためスーパーパックを装備する。
（開発：ストンウェル/ベルコム他 生産：2008 - 2015年 型式：A、B、D、J、S、X-plus）
VF-3000 クルセイダー (Crusader)
初出は「アドバンスド・バルキリー」で、ゲーム『マクロスM3』にも登場。VF-1をベースに、機体の大型化と変形機構の改良を試みた機種。通称「ストレッチバルキリー」。少数生産に止まったが、コンセプトはVF-5000に継承された。派生機として可変爆撃機タイプのVF-3000B（通称「ボンバーバルキリー」）も存在する。
（開発：ストンウェル・ベルコム/新中州 生産： - 型式： - ）
VF-4 ライトニングIII (Lightning Three)
『超時空要塞マクロス Flash Back 2012』に登場。VF-1の後継主力機。VF-1で不足していた宇宙戦能力を強化した機種。ただし、大気圏内性能では逆に劣っていたため、完全代替とまでは至らなかった。主に宇宙移民船団の護衛機として配備された。
（開発：ストンウェル・ベルコム 生産：2012 - 2022年 型式：A、B、C、D、S、SL、G）
VF-5
移民惑星で使用された低コスト宇宙機。設定のみでデザインは存在しない。
（開発： - 生産：2015 - 2023年 型式： - ）
VF-5000 スターミラージュ (Star Mirage)
大気圏内での空戦能力と、ステルス性向上を目的に開発された機種。生産および運用コストの低さから、VF-4に代わる主力機として配備された。OVA『マクロス ダイナマイト7』に登場するG型、T-G型は、第一線を退き、辺境惑星の警備隊へ回された機体である。
（開発：新星インダストリー 生産：2020 - 2029年 型式：B、G、T-G）
VF-9 カットラス (Cutlass)
『マクロスM3』に登場。VF-X-10の流れを汲む移民惑星用の軽戦闘機。大気圏内での運動性に優れる前進翼は、のちのVF-19のコンセプトへと繋がる。
（開発：ゼネラル・ギャラクシー 生産：2023 - 2029年 型式： - ）
VF-11 サンダーボルト (Thunderbolt)
『マクロスプラス』『マクロス7』などに登場。VF-1以来の汎用機。主力機として多数配備され、多くのバリエーションを生んだ。
（開発：新星インダストリー 生産：2030年 - 型式：A、B、C、D、D改、MAXL、MAXL改）
VF-14 バンパイア (Vampire)
『マクロスM3』に登場。VF-4の後継機で三胴型の機体。VF-11との主力機争いに敗れたが、機体強度の高さと長距離航宙能力から、宇宙移民船団や調査隊で使用された。
（開発：ゼネラル・ギャラクシー/メッシー 生産：2028年 - 型式： - ）
VF-16
『マクロス7』ではVF-16の次世代型熱核バーストタービンエンジンがVF-11MAXL（MAXL改）に流用されたという記述でのみ登場。マクロスF公式同人誌『娘○秘（にゃんクレっと）File3』に収録されている小太刀右京の小説「ゴールデン・ハーベスト」には武井宏之によってデザインされたVF-16XL ファルシオンが登場する。これによると2030年台後半にマクロス・フロンティア船団のL.A.I社が開発したとされ、2059年のバジュラ本星決戦にも参加している。
（開発：L.A.I 生産：2030年代後半 型式： XL）
VF-17 ナイトメア (Nightmare)
『マクロス7』に登場。ゼネラル・ギャラクシー社が開発した特殊作戦機。通称「ステルスバルキリー」。パッシブステルス性、エンジン出力、装甲の厚さから来る耐久力、そして火力に優れている。航空力学的に難のある機体形状だが、主に大気圏外で運用されるために問題視されない。大気圏外では高い機動性を発揮する。
（開発：ゼネラル・ギャラクシー 生産：2037年 - 型式：A、C、D、S、T、T改）
VF-171 ナイトメアプラス (Nightmare Plus)
『マクロスF』『マクロスΔ』に登場。VF-17をベースに、コスト削減、操縦性・生産性・大気圏内運用能力の向上を実現した改良機。ゼネラル・ギャラクシーとしては初の統合軍主力機の座に就いた。
（開発：ゼネラルギャラクシー 生産：2046年 - 型式：一般機(型番不明)、スナイパー仕様(型番不明)、RVF、EX、RVF-171EX）
VF-19 エクスカリバー (Excalibur)
『マクロス7』などに登場。VF-11に次ぐ主力機として配備された機体。試作機YF-19は前進翼による高い運動性能が売りだったが、量産型では一般兵があつかえるよう機体が大幅に改修された。
（開発：新星インダストリー 生産：2041年 - 型式：A、C、改、E、EF、F、P、S）
VF-22 シュトゥルムフォーゲルII (Sturmvögel II)
『マクロス7』に登場。YF-21の正式採用型で、少数生産の特務機。ゼントラーディ（メルトランディ）の婦人用バトルスーツクァドランシリーズの流れを汲むバトロイド形態が特徴。
（開発：ゼネラル・ギャラクシー 生産：2042年 - 型式：S、HG）
VF-24 エボリューション (Evolution)
非公式本の『ヴァリアブルファイター・マスターファイル VF-25メサイア』ではYF-24の制式採用型を「VF-24 エボリューション」としている。文章の記述のみで画稿は無し。
VF-25 メサイア (Messiah)
『マクロスF』に登場。YF-24およびYF-25をベースに、マクロス・フロンティア船団で開発された機体。VFシリーズで初めて近接格闘用の手持ちナイフを装備し、アーマードパック装備状態での変形を可能とした。新統合軍内での正式な型式番号は、フロンティア船団開発であることを示す「VF-25/MF25」。
（開発：新星インダストリーマクロス・フロンティア工廠（LAI社支援） 生産：2057年 - 型式：A、F、G、R、S）
VF-27 ルシファー (Lucifer)
『マクロスF』に登場。YF-24をベースにマクロス・ギャラクシー船団で開発された機体。パイロットを身体を機械化したサイボーグ兵に限定することで、VF-25以上の高機動性を実現している。新統合軍はギャラクシー船団が技術情報の開示を行わないため、試作機ナンバーであるYF-27としてあつかっている。
（開発：マクロス・ギャラクシー可変戦闘機開発工廠「ガルド・ワークス」 生産：2057年 - 型式：β、γ）
VF-31 ジークフリード (Siegfried) / カイロス(Kairos)
『マクロスΔ』に登場。YF-30の制式採用型。ケイオス・ラグナ支部所属のΔ小隊が運用する「ジークフリード」と、それ以外の部隊が運用する「カイロス」の2仕様に大別される。ジークフリードは大気圏内運用を重視した前進翼を採用し、戦術音楽ユニット「ワルキューレ」のサポートに特化した装備を持つ。カイロスはYF-30に似たクリップドデルタ翼を採用し、より実戦的な装備が施されている。
（開発：スーリヤ・エアロスペース（基本設計）、ケイオス・ワルキューレ・ワークス（改装） 生産：2065年 型式：A、B、C、E、F、J、S）
VF-XX ゼントラーディアン・バルキリー (Zentradian Valkyrie)
『マクロスII』に登場。ゼントラーディ系の技術を取り入れた機体。統合軍のゼントラーディ部隊によって運用される。
（生産：2060年代）
VF-2SS バルキリーII (Valkyrie II)
『マクロスII』に登場。2081年に制式採用されたVF-2の宇宙仕様。スクアイアーという小型の無人攻撃機を使用する。スーパーアームドパックというオプションパックを使用可能。
(1号機ロールアウト：2072年)
VF-2JA イカロス (Icarus)
『マクロスII』に登場。VF-2の大気圏内仕様。地球の技術のみで完成されており、VF-2SSより一回り大きい。
(採用：2086年)

#### 可変攻撃機
可変攻撃機（Variable Atacker : VA）をここでは紹介する。
VA-X-3
全翼可変攻撃機。「アドバンスド・バルキリー」の機体。
VA-3 インベーダー (Invader)
『マクロス ダイナマイト7』『マクロス VF-X2』に登場。爆弾搭載量を重視した全領域攻撃機。水中活動も可能で、バトロイド形態では半魚人のような特異なスタイルとなる。
（開発：ノースロム・グラマン 生産： - 型式：A、B、C、M）
VA-14 ハンター (Hunter)
ゼントラーディ兵士用にVF-14を改良し、機体の大型化と火力・装甲の強化が施されている。マクロス5艦隊の主力機と設定されている。
（開発：ゼネラル・ギャラクシー/ミコヤン 生産: - 型式： - ）
VAB-2
熱核反応エンジン4基を搭載する大型可変攻撃爆撃機。FBz-99Gザウバーゲランの原型になったとされる機体。
（開発：ノースロム・グラマン/ミコヤン 生産： - 型式：D ）
VA-1SS メタルサイレーン (Metal Siren)
『マクロスII』に登場。VF-2SSをベースに2091年に開発された最新鋭の機体。バトロイドからガンドロイドと呼ばれる純攻撃型の第4形態に変形できる。

#### 可変爆撃機
可変爆撃機（Variable Bomber : VB）をここでは紹介する。
VB-R-2
「アドバンスド・バルキリー」計画の超音速偵察爆撃機。三胴型で機首に4枚のカナードがある。
VB-X-2 スピリット・オブ・ギャラクシー (Spirit of Galaxy)
アドバンスド・バルキリー開発計画の試作機。ゼントラーディが巨人のまま操縦できる翼長75mにも達する大型可変爆撃機。マクロスエースに連載された「非公式×機メカトロニクス」に登場。
（開発：ゼネラル・ギャラクシー）
VB-4
詳細不明。VF-17をやや上回る程度の武装だったとされている。
VB-5
詳細不明。VF-17をやや上回る程度の武装だったとされている。
VB-6 ケーニッヒモンスター (König Monster)
『マクロス VF-X2』『マクロスF』に登場。デストロイド・モンスターをベースに、拠点攻略兵器として誕生した。飛行形態を[シャトル]、砲撃形態を[デストロイド]と呼ぶ。
（開発：新中州/ノースロム・グラマン 開発開始：2030年 生産： -）
VB-171
VF-171を爆撃機化した機体。設定のみ。

#### 可変練習機
可変練習機（Variable Trainer : VT）をここでは紹介する。
VT-1 オストリッチ (Ostrich)
『愛・おぼえていますか』『マクロス ダイナマイト7』に登場。VF-1の訓練用の機体。可変翼にセンサーが増設されている。非武装のスーパーパックを装備した状態はスーパーオストリッチと呼ばれる。
VT-11
『マクロス・ザ・ライド』の主人公ハクナ・青葉が初めて乗ったと言う初等訓練用のVT。画稿等は発表されていない。
VT-171改
小説『マクロスF フロンティアメモリーズ』に登場。VF-171を改造したイベント用の機体。サウンドエナジーシステムを搭載している。

#### 可変早期警戒機
可変早期警戒機（Variable Erint : VE）をここでは紹介する。専用機ではなく、VFの改修や専用のオプションパックを装備することで電子戦や偵察任務に対応している。
VE-1 エリントシーカー (Erint Seeker)
『愛・おぼえていますか』に登場。VF-1の早期警戒仕様。頭部がセンサーになっている。大型レドームのオプションパックを装備。
VE-11 サンダーシーカー (Thunder Seeker)
『マクロス7』に登場。VF-11の早期警戒型。大型レドームを装備している。
RVF-171
『マクロスF』に登場。VF-171にイージスパックを装備した機体。
RVF-19EF ウォーニング・カリバーン (Warning Caliburn)
『マクロス・ザ・ライド』に登場。航空管制用のVF-19EF。
RVF-25
『マクロスF』に登場。VF-25にイージスパックを装備した機体。

#### 可変飛行機
可変飛行機（Variable Craft : VC）をここでは紹介する。VFを元に開発されているが、非戦闘用のため主にクラフト形態で使用されバトロイド形態が存在しない。
VC-19V VIPカリバー (VIP-Calibur)
非公式設定本の『VFマスターファイル VF-19 エクスカリバー』に登場する要人護送用の機体。変形機構の殆どと固定武装を廃している。
VC-25V VIPメサイア (VIP-Messiah)
非公式設定本の『VFマスターファイル VF-25 メサイア』に登場する要人護送用の機体。変形機構が無く、防御機構を充実させている。
VC-051
救助・防災用の機体。『ビークラブ』79号に設定のみ記載がある。
VC-079 SNNバルキリー (SNN Valkyrie)
SNN社の報道用の複座型バルキリー。非武装でバトロイド形態はない。ブースターを装備することで大気圏脱出も可能。『マクロスII』に登場。

### ゼントラーディ系
ゼントラーディ軍にはVFの概念はなかったが、第一次星間大戦後に地球に帰化したゼントラーディが地球製VFの技術を利用して独自の機体を開発している。中には統合軍に鹵獲され使用された機体もある。
バリアブル・グラージ (Variable Grarg)
ゼントラーディ軍のバトルポッド・グラージの発展型で三段変形可能な可変戦闘機。ゲーム『マクロスM3』で惑星クリストラニアの反統合軍反動勢力のモアラミア・ジフォンが搭乗していた。統合軍に鹵獲された後にマイクローン用の透過型コクピットに改造された。
VBP-1/VA-110 ネオ・グラージ (Neo Grarg)
ゲーム『マクロスプラス GAME EDITION』に登場。グラージをベースに開発された可変戦闘ポッド。バリアブル・グラージと異なり、バトロイド形態が存在しない。
『マクロス・ザ・ライド』には改良型のネオ・グラージBisが登場し、ゼントラーディ用のVBP-1(Variable Battle Pod/可変戦闘ポッド)とマイクローン用のVA-110（可変攻撃機）がある。
フェイオス・バルキリー (Feious Valkyrie)
『マクロス DIGITAL MISSION VF-X』『マクロス VF-X2』に登場。マクロスシティでの生活に順応できなかったゼントラーディが、当時の新鋭機VFX-11を奪い第63254109ゼントラーディ外宇宙方面へ逃走。のちその技術を応用して独自開発された可変戦闘攻撃機。エネミーバルキリー（Enemy VAlkyrie、略してEVA〈イーヴァ〉）とも呼ばれる。ガウォーク形態は存在しないが、AVFと比肩する高性能機。

### バロータ軍
バロータ3198XE第4惑星の軍隊が使用していた機体。統合軍の機体を改造したものと推測されている。いずれも『マクロス7』に登場する。『マクロス・ザ・ライド』ではファスケス艦隊によっても使用されている。
Fz-109 エルガーゾルン (Ergazorn)
バロータ軍の主力機。バロータ星調査隊所属のVF-14を改造したものと推測される。一般兵タイプのA型と、プロトデビルンのギギルが搭乗する指揮官タイプのF型がある。
Az-130 パンツァーゾルン (Panzerzorn)
Fz-109の後継主力機。マクロス5航空部隊のVA-14を改造したものと推測される。
FBz-99 ザウバーゲラン (Zaubergern)
マクロス5航空部隊のVAB-2Dを改造したものと推測される可変戦闘爆撃機。プロトデビルンのガビルが搭乗する。

### ウィンダミア王国軍
『マクロスΔ』に登場。銀河辺境の星系国家「ウィンダミア王国」では、かつて反統合同盟に所属していた技術者たちの協力により、新統合軍の機体とは異なる進化を遂げた独自の機体が開発されている。型式番号の「Sv」も、SV-51の後継機であることを示している。
Sv-154 スヴァード
2060年のウィンダミア独立戦争時の主力機。
（開発：ディアン・ケヒト「SV・ワークス」 生産：不明 型式：不明）
Sv-262 ドラケンIII (Draken Three)
2067年時点での主力機。ファイター形態時に両脚のノズルを中央で密着させることで、単発機風の外見を作り出しているのが特徴。両翼に増加ブースターを兼ねた無人戦闘機「リル・ドラケン」を装着する。
（開発：ディアン・ケヒト「SV・ワークス」 生産：不明 型式：Ba、Hs）

### ヘイムダル
『劇場版マクロスΔ 絶対LIVE!!!!!!』に登場。禁止された先進テクノロジーの解放を訴え、2068年に決起する武装組織「ヘイムダル」は、前年までウィンダミア王国に協力していたイプシロン財団の支援を受け、傘下のディアン・ケヒト社が開発した無人可変戦闘機を運用する。
Sv-303 ヴィヴァスヴァット
量子AIシステム「セイレーンデルタシステム」によってコントロールされる機体で、劇中ではゴーストと呼称される。
（開発：ディアン・ケヒト 生産：不明 型式：不明）

## その他の可変戦闘機の機種一覧

### 海外ロボテック版の機体
ハーモニーゴールド USA社（Harmony Gold USA）が竜の子プロダクションよりライセンスを取得、同一世界の異なる時代と世代を描いた、連続する1つの大河ストーリーとして翻案、再編集された作品である『ロボテック』（Robotech）の第三シーズン（日本版では『機甲創世記モスピーダ』に当たる時代）は、マクロス世界の後の時代という設定となっている。
このため、この作品のアーモファイター・AFC-01 レギオスもVFA-6 Alpha Fighterの名で、バルキリーの後継機という位置づけになっている。また、可変機動兵器は可変戦闘機を航空機ではない地上戦闘車輌や艦艇にも定義を拡張した「ベリテック」（Veritech）と総称され、そのガウォーク形態は「Guardian Mode（ガーディアン・モード）」と呼ばれている。
海外オリジナルOVA「センチネルズ」や、DCコミックスを始めとする複数の出版社から発行された多数の漫画版では、『マクロス』や『超時空騎団サザンクロス』の登場人物がこれらの機体に搭乗したこともある。
2007年2月にOVAの形で公開された海外オリジナルの新作『シャドウ・クロニクル（Robotech: The Shadow Chronicles）』においてもこの概念を受け継いだ機体が活躍するなど、国際的にも認知度が高い。
また、海外独自制作作品においては、腕なしのいわゆる「ガウォーク・ファイター」までの二形態のみの可変をする機体が各種二次的連続性作品に登場する。

### 雑誌企画の機体
模型誌『キャラクターモデル』のマクロス連載企画「VFエクスペリメント」で発表されたオリジナルモデル。河森正治デザインだが、シリーズ中では非公式扱いとなる。愛称（ペットネーム）は公募により決定された。
SW-XAI シュメーブルーメ
VF-1をベースに、ステルス技術検証のため試作された制空戦闘機。
SW-XAII シュニーガン
VF-1をベースに、ステルス技術検証のため試作された防空戦闘機。前進翼を採用。

## モチーフとなった機体
| 可変戦闘機                                                  | 名称（愛称）のモチーフ | デザインのモチーフ              | デザインのモチーフ                                         |
| 可変戦闘機                                                  | 名称（愛称）のモチーフ | 実在する機体                    | 架空の機体                                                 |
| ----------------------------------------------------------- | ---------------------- | ------------------------------- | ---------------------------------------------------------- |
| VF-0 フェニックス                                           | AIM-54                 | F-14                            | VF-1                                                       |
| VF-1 バルキリー                                             | XB-70                  | F-14 / F-4 / F-15（FASTパック） | ガウォーク（ジェノサイダス）                               |
| VF-4 ライトニングIII                                        | P-38 / ライトニング    | SR-71                           | VF-X-4                                                     |
| VF-9 カットラス                                             | F7U                    | X-29                            | VF-X-10（アドバンスド・バルキリー）                        |
| VF-11 サンダーボルト                                        | P-47 / A-10            | Su-27                           |                                                            |
| VF-11MAXL改 ミレーヌバルキリー                              | F-16XL                 | F-16XL                          | VF-11                                                      |
| VF-14 バンパイア                                            | バンパイア             | SR-71                           | Fz-109 ゾルンシリーズ（空中騎行戦記）                      |
| VF-17 ナイトメア VF-171 ナイトメアプラス                    |                        | F-117                           |                                                            |
| YF-19 エクスカリバー VF-19 エクスカリバー                   |                        | X-29 / Su-27                    | 星嵐-99甲（空中騎行戦記）                                  |
| YF-21 シュトゥルムフォーゲル VF-22 シュトゥルムフォーゲルII | Me262A-2a              | YF-23                           | クァドラン・ロー                                           |
| VF-25 メサイア                                              | 公募                   | Su-27                           | VF-1                                                       |
| VF-27 ルシファー                                            |                        | Su-27 / SR-71                   | VF-25                                                      |
| YF-29 デュランダル                                          |                        | Su-27                           | VF-25                                                      |
| YF-30 クロノス                                              |                        |                                 | VF-25                                                      |
| VF-31 ジークフリード                                        |                        | X-29                            | YF-30                                                      |
| VF-3000 クルセイダー                                        | F8                     |                                 | VF-3000（アドバンスド・バルキリー）                        |
| VF-5000 スターミラージュ                                    | ダッソー・ミラージュ   |                                 | VF-1                                                       |
| VA-3 インベーダー                                           | A-26                   | A-6                             | A-9B インベーダー（空中騎行戦記）                          |
| VA-14 ハンター                                              | ホーカー ハンター      | SR-71                           |                                                            |
| VAB-2                                                       |                        | B-2                             |                                                            |
| VB-6 ケーニッヒモンスター                                   |                        | スペースシャトル                | デストロイド・モンスター                                   |
| SV-51                                                       |                        | Su-27                           |                                                            |
| Sv-154 スヴァード                                           |                        | F-104                           | グローリアス・レイピア LV-7 エクスカリバー（空中騎行戦記） |
| Sv-262 ドラケンIII                                          | サーブ 35 ドラケン     | サーブ 35 ドラケン              |                                                            |

## 商品化
イマイ、アリイ、タカトク、ニチモ、バンダイ、ハセガワ、やまと、ウェーブ、アオシマといった模型・玩具メーカーからプラモデル、玩具として商品化されている。プロポーションを重視した比較的安価な非可変のモデルと、高価だが3段変形可能な可変タイプがある。
河森は商品化の際にも協力を惜しまず、商品開発用に新たに画稿を起こすこともある。
また、オリジナル商品として俗に痛バルキリー（いたバルキリー）と呼ばれるペイントパターンの機体もある。痛車の様に女性キャラクターのイラストをマーキングしたバルキリー（可変戦闘機）のことを指す。VF-25のデカルチャー・デカールが代表的だが、そのほかゲームオリジナルの痛バルキリーも存在する。

## 参考書籍
- 『THIS IS ANIMATION SPECIAL マクロスプラス』 小学館 1995年
- 『河森正治 マクロスデザインワークス』 ムービック 2001年 ISBN 4-89601-512-6
- 『モデルグラフィックス 1998年1月号』大日本絵画
- 『マクロス・クロニクル』
- 『ヴァリアブルファイター・マスターファイル』